# Saccopetalum
Saccopetalum là một chi thực vật thuộc họ Annonaceae. Chi này có các loài sau (tuy nhiên danh sách này có thể chưa đủ):
- Saccopetalum prolificum, (Chun & How) Tsiang